# غويلرمو توليدو
غويلرمو توليدو (بالإسبانية: Willy Toledo)‏ هو ممثل إسباني، ولد في 22 مايو 1970 بمدريد في إسبانيا.

## أعمال

### أفلام
- (2013) أنا متحمس جدا[2][3]
- (2016) ملكة إسبانيا

## وصلات خارجية
- غويلرمو توليدو على موقع IMDb (الإنجليزية)
- غويلرمو توليدو على موقع ألو سيني (الفرنسية)
- غويلرمو توليدو على موقع أول موفي (الإنجليزية)
- غويلرمو توليدو على موقع قاعدة بيانات الأفلام السويدية (السويدية)
- غويلرمو توليدو على موقع إن إن دي بي (الإنجليزية)
- غويلرمو توليدو على موقع ديسكوغز (الإنجليزية)
- غويلرمو توليدو على موقع قاعدة بيانات الفيلم (الإنجليزية)
- غويلرمو توليدو على موقع كينوبويسك (الروسية)